# Lasiurus (állatnem)
A Lasiurus az emlősök (Mammalia) osztályának a denevérek (Chiroptera) rendjébe, ezen belül a kis denevérek (Microchiroptera) alrendjébe és a simaorrú denevérek (Vespertilionidae) családjába tartozó nem.

## Rendszerezés
A nembe az alábbi 2 alnem és 17 faj tartozik:
- Dasypterus H. Allen, 1894
  - sárga szőrösfarkú-denevér (Lasiurus ega) Gervais, 1856
  - Lasiurus insularis Hall & Jones, 1961
  - Lasiurus intermedius H. Allen, 1862
  - Lasiurus xanthinus Thomas, 1897

- Lasiurus Gray, 1831
  - Lasiurus atratus Handley, 1996
  - Lasiurus blossevillii Lesson & Garnot, 1826
  - vörös szőrösfarkú-denevér (Lasiurus borealis) Müller, 1776 – típusfaj
  - Lasiurus castaneus Handley, 1960
  - szürke szőrösfarkú-denevér (Lasiurus cinereus) Palisot de Beauvois, 1796
  - Lasiurus degelidus Miller, 1931
  - Lasiurus ebenus Fazzolari-Corrêa, 1994
  - Lasiurus egregius Peters, 1870
  - Lasiurus minor Miller, 1931
  - Lasiurus pfeifferi Gundlach, 1861
  - Lasiurus salinae Thomas, 1902
  - Lasiurus seminolus Rhoads, 1895
  - Lasiurus varius Poeppig, 1835